# Karotissinus

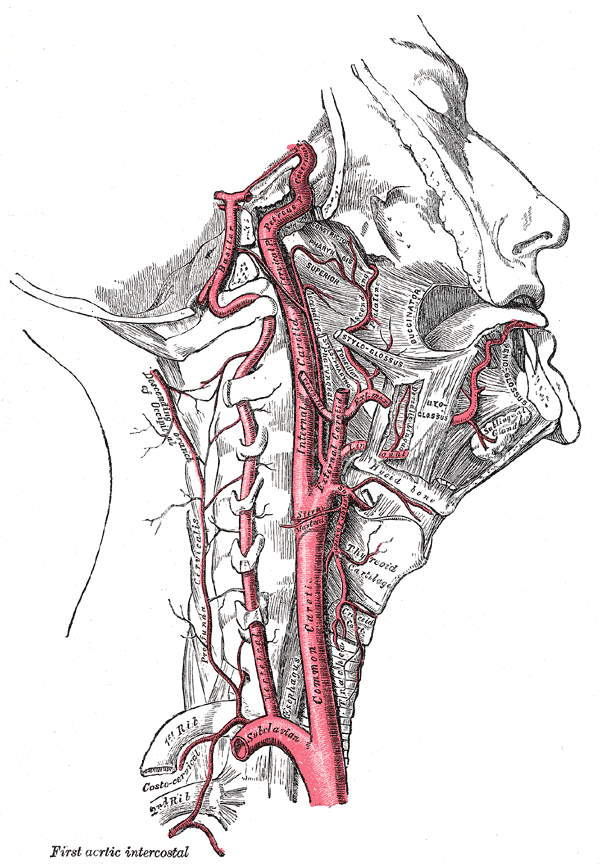
300 px bild på halsartärerna

Karotissinus (Sinus caroticus) är en utbuktning precis i början av inre halsartären (a. carotis interna), där den förgrenar sig från gemensamma halsartären (a. carotis communis). Den bekläds av ett antal karotiskörtlar, som rymmer kemo- samt baroreceptorer. Dessa känner av blodtryck och blodgasernas partialtryck samt pH-förändringar, vilket leder till signalering till NTS-området i hjärnstammen genom tung- och svalgnerven.